# 10196 Akiraarai
10196 Akiraarai este o planetă minoră (asteroid) din centura de asteroizi. A fost descoperită pe 9 octombrie 1996 la Kushiro de Seiji Ueda⁠(d). 
Obiectul prezintă o orbită caracterizată de o semiaxă mare de 3,1997184 UAi, o excentricitate de 0,14, o înclinație de 2,22845 ° în raport cu ecliptica.